# Culex surinamensis
Culex surinamensis är en tvåvingeart som beskrevs av Dyar 1918. Culex surinamensis ingår i släktet Culex och familjen stickmyggor. Inga underarter finns listade i Catalogue of Life.